# دانيال دالتون
دانيال دالتون (31 يناير 1974 في المملكة المتحدة - ) (بالإنجليزية: Daniel Dalton)‏ هو سياسي ولاعب كريكت بريطاني. لعب مع Warwickshire Cricket Board ‏.

## وصلات خارجية
- دانيال دالتون على موقع إي آس بي آن كريك إنفو (الإنجليزية)